# Throw Down Your Arms
Throw Down Your Arms é o sétimo álbum de estúdio da cantora Sinéad O'Connor, lançado a 4 de Outubro de 2005.

## Faixas
1. "Jah Nuh Dead" - 3.20
2. "Marcus Garvey" - 3.28
3. "Door Peep" - 3.22
4. "He Prayed" - 3.27
5. "Y Mas Gan" - 3.49
6. "Curly Locks" - 4.22
7. "Vampire" - 4.02
8. "Prophet Has Arise" - 4.26
9. "Downpressor Man" - 5.08
10. "Throw Down Your Arms" - 4.02
11. "Untold Stories" - 3.40
12. "War" - 4.04